# Dov'è Mario?
Dov'è Mario? è una serie televisiva italiana prodotta nel 2016.
Lo show vede protagonista Corrado Guzzanti, anche ideatore e sceneggiatore, nel ruolo di Mario Bambea, famoso intellettuale della sinistra italiana il quale, dopo un grave incidente, inizia a lasciar spazio a un bizzarro alter ego, il comico di quart'ordine Bizio Capoccetti.
È stata trasmessa in prima visione assoluta in Italia da Sky Atlantic dal 25 maggio al 15 giugno 2016.

## Trama
Mario Bambea, in passato tra i più noti esponenti della gauche caviar italiana di fine XX secolo, vive oggi un periodo di crisi sul versante professionale. Quando sopravvive miracolosamente a un incidente automobilistico, la consorte Milly e i suoi più cari amici non danno troppa importanza ad alcune stranezze che l'uomo comincia a mostrare, visto il recente trauma subìto. In realtà, Bambea inizia a essere affetto da un disturbo di personalità multipla che, ogni qual volta cade nel sonno, al risveglio lo porta inconsapevolmente a trasformarsi in Fabrizio "Bizio" Capoccetti, uno sboccato, triviale e razzista comico del sottobosco romano.
Solo Dragomira, l'infermiera addetta a seguire la sua riabilitazione, è a conoscenza della doppia vita dell'intellettuale, cercando di tenerla nascosta agli occhi dell'opinione pubblica. Un segreto minacciato dall'immediato successo che riscuote Bizio, grazie all'avido impresario Faglia, e dalle conseguenti invidie nell'ambiente del cabaret, su tutte quella di Cinzia, la scontrosa assistente di Faglia, e di Muscia, comico oggi dimenticato dai più.

## Episodi
| Stagione       | Episodi | Prima TV Italia |
| -------------- | ------- | --------------- |
| Prima stagione | 4       | 2016            |

## Personaggi e interpreti
- Mario Bambea, interpretato da Corrado Guzzanti.
È un noto e stimato esponente della cosiddetta intellighenzia di sinistra. Il nome "Bambea", come ha spiegato Guzzanti, «è un mix tra Rocky Balboa, bambino e Bambi: c'è coraggio, rimbambimento e innocenza».[1] Infatti, dopo decenni in cui è stato sulla cresta dell'onda grazie alla sua attività di filosofo e scrittore, nonché all'impegno politico, la crisi culturale che attanaglia l'Italia negli anni 2010 porta una fase di stanca nel suo lavoro, oltre a una certa disaffezione da parte del pubblico. In questo contesto, un grave incidente automobilistico da cui esce miracolosamente quasi incolume porta improvvisamente Bambea, fin lì una mente di grande cultura e rigore, sia morale sia professionale, a perdere la bussola tradendo comportamenti via via sempre più lontani dalla persona che era.
- Fabrizio "Bizio" Capoccetti, interpretato da Corrado Guzzanti.
È l'alter ego di Bambea, un truce comico romano dalla battuta facile e volgare, che in uno sdoppiamento della personalità si manifesta improvvisamente dopo l'incidente stradale cui l'intellettuale sopravvive. Bizio si palesa nella vita di Bambea ogni qual volta questi si addormenta, fuggendo nottetempo per cercare popolarità nel piccolo teatro sotto casa grazie ad una comicità caotica e scollacciata, all'opposto del tranquillo e pacato Bambea di tutti i giorni.
- Dragomira, interpretata da Evelina Meghnagi.
È l'infermiera che segue Bambea nel suo decorso post-ospedaliero. Poetessa mancata, è fuggita dalla Romania durante la dittatura di Ceaușescu, e oggi si guadagna da vivere in Italia come badante. Dragomira è la prima persona che scopre dell'esistenza di Bizio, e pur non potendolo avere in simpatia, causa le tante e troppe battute razziste con cui il comico infarcisce i suoi monologhi, cerca comunque di tenere nascosta la cosa riportando ogni notte l'inconsapevole Bambea a casa prima dell'alba. Proprio tale comportamento finisce ben presto per rendere Dragomira un elemento fisso degli sketch di Bizio, portando anche lei, di fatto, ad avere una certa popolarità presso il pubblico.
- Gianfranco Faglia, interpretato da Nicola Rignanese.
È un impresario di bassa lega e pochi scrupoli, proprietario del piccolo teatro in cui Bizio scappa ogni sera per sedare la sua sete di esibizionismo. Seminascosto tra le ultime file, mentre riempie di appunti il suo taccuino, è sempre alla ricerca di nuovi talenti da portare all'attenzione della televisione. Si convince e punta in prima persona sul possibile successo di Bizio su scala nazionale, cosa che tuttavia rischia di minare definitivamente la credibilità di Bambea.
- Cinzia, interpretata da Emanuela Fanelli.
È l'assistente di Faglia. Dal carattere rude e dai modi decisamente spicci, a differenza del suo capo non vede di buon occhio l'ingaggio di Bizio, convinta che il comico nasconda qualche segreto circa la sua vita privata.
- Milly Colussi, interpretata da Rosanna Gentili.
È la moglie di Bambea. Anche lei parte dell'élite culturale frequentata dal consorte, è una donna dalle grandi ambizioni, suo malgrado represse dall'aver sempre vissuto all'ombra di Mario. Intrappolata in un ménage che lei sente agli sgoccioli, l'incidente del marito e la sua problematica riabilitazione la convincono a cercare una sorta di riscatto professionale, ma, una volta scoperta la verità su Bizio, anche a fare di tutto pur di tenere segreta una verità che potrebbe distruggere entrambe le loro carriere.
- Saverio Muscia, interpretato da Valerio Aprea.
È un comico che ha vissuto in passato il suo quarto d'ora di popolarità, ma oggi in declino e per questo in cerca di rivalsa. Grazie al fatto di aver costruito il suo effimero successo sull'imitazione di Bambea, è stato facile per Muscia arrivare alla verità circa l'identità del nuovo rivale di scena Bizio, e per questo rappresenta la più seria minaccia alla credibilità dello stimato intellettuale.

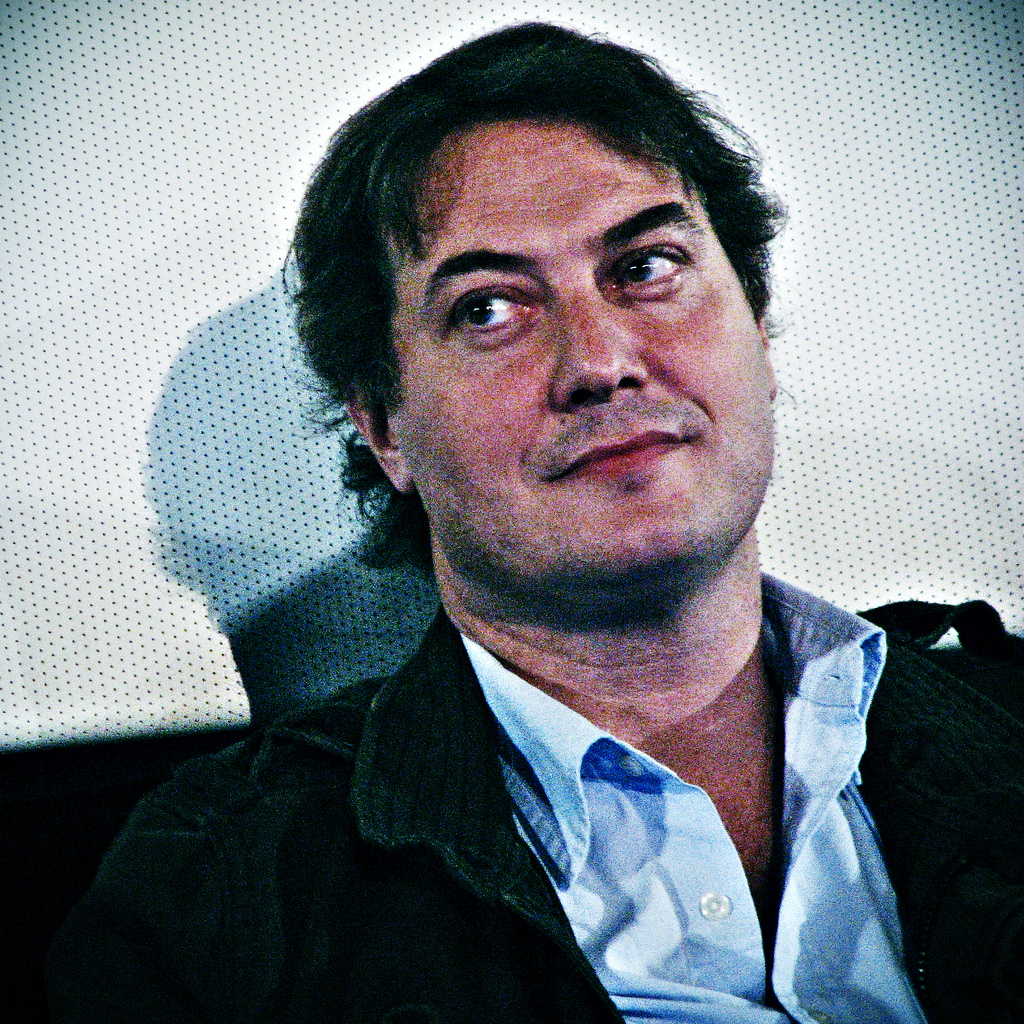
Corrado Guzzanti interpreta Mario Bambea/"Bizio" Capoccetti
Evelina Meghnagi interpreta Dragomira
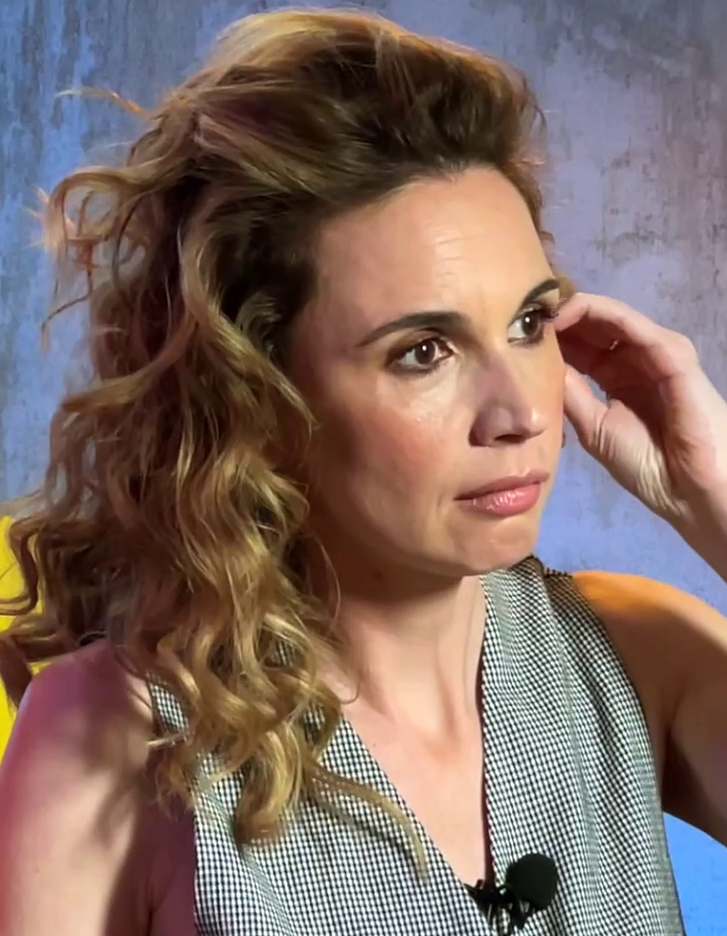
Emanuela Fanelli interpreta Cinzia
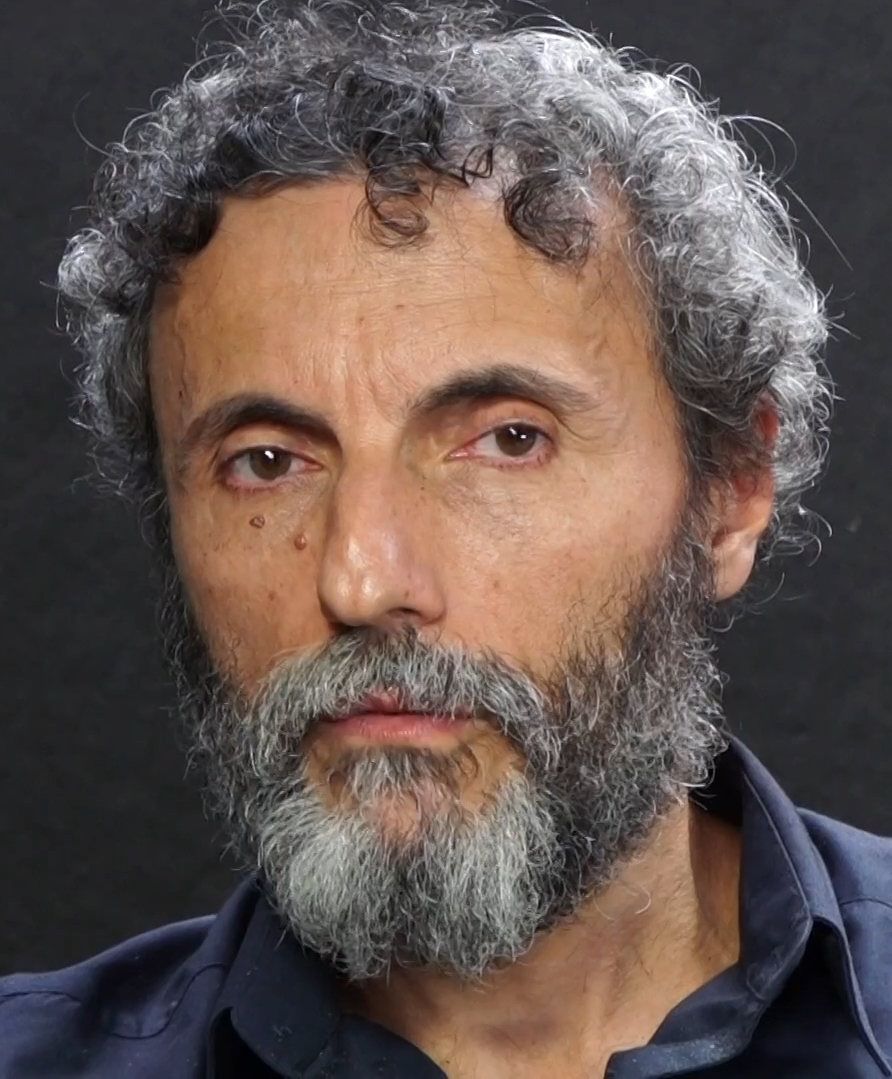
Valerio Aprea interpreta Saverio Muscia

Brevi apparizioni per Max Paiella e Saverio Raimondo, che interpretano entrambi dei comici dal marcato accento romanesco, per Virginia Raffaele nei panni di una escort, oltreché per Lucrezia Guidone, Maurizio Lombardi e Nello Mascia. Presenti in piccoli camei anche i giornalisti Enrico Mentana, Tommaso Labate, Maria Latella, Alberto Nerazzini, Elisa Calessi, Giovanni Floris, Marco Travaglio, Michele Santoro e Lilli Gruber, oltreché Walter Veltroni, tutti nella parte di se stessi.

## Produzione

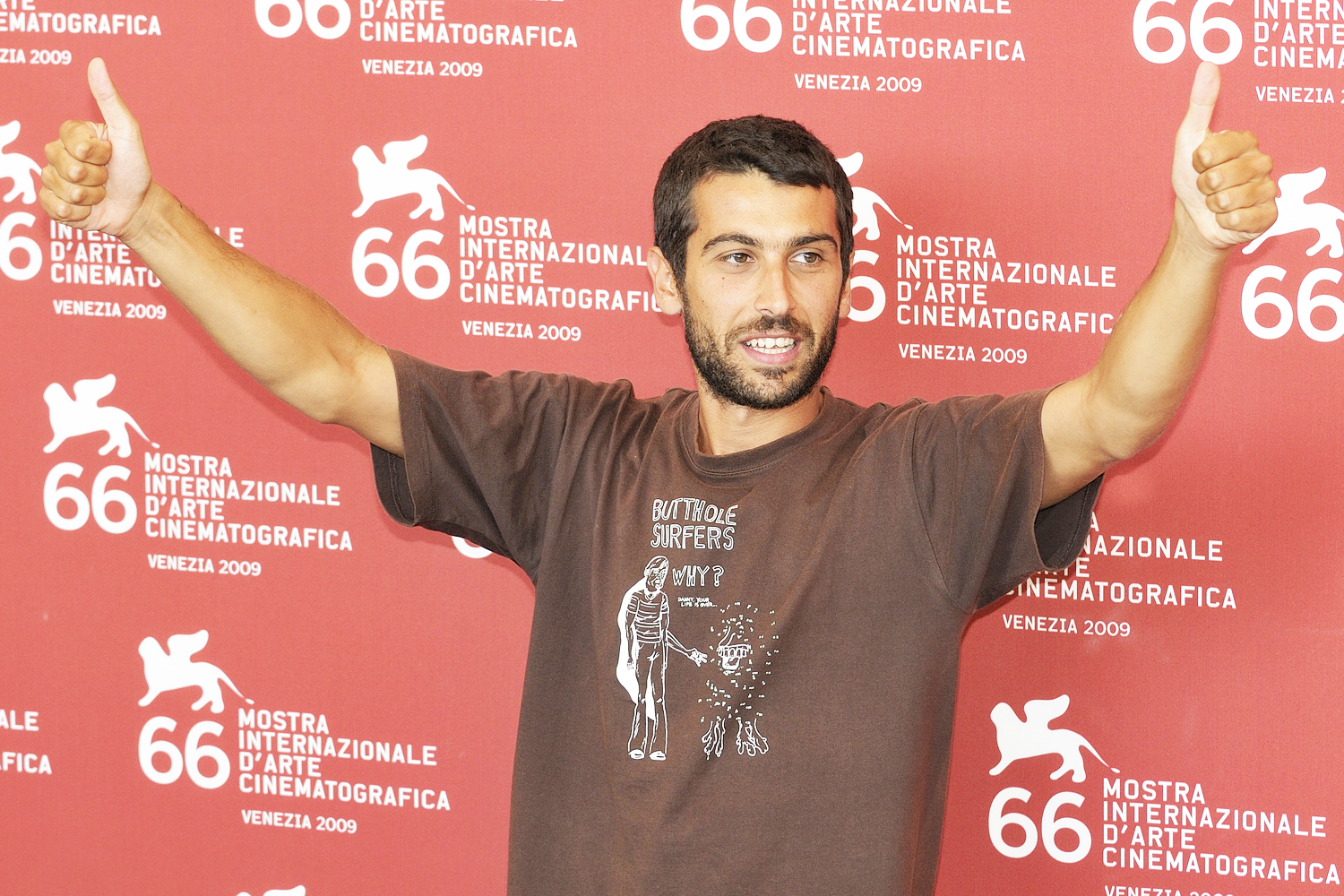
Edoardo Gabbriellini, regista della serie.

Corrado Guzzanti ha avuto la prima idea di Dov'è Mario? intorno al 2013, partendo dalla voglia di buttar giù una serie TV dove si potesse «sperimentare» liberamente, con personaggi «inseriti in una storia» più grande; un qualcosa, all'inizio del XXI secolo, ancora raro a vedersi nella fiction italiana. Sviluppata assieme a Mattia Torre – con il quale aveva già collaborato in passato, avendolo avuto come autore nella serie Boris e nel film Ogni maledetto Natale –, Guzzanti ha voluto portare in scena una sorta di «caduta degli intellettuali», personalità «che a volte sembrano la caricatura di se stessi, ma che in realtà, forse, sono solo stufi di fare e dire sempre le stesse cose». Il tutto dettato da un clima, quello dell'Italia post-berlusconismo e girotondi degli anni 2010, in cui «la cultura e gli intellettuali vivono un momento di smarrimento e di difficoltà. È divertente vedere uno di loro colto da questa strana malattia»; e seppur l'intento del progetto non era quello di mettere alla berlina i radical chic, Guzzanti ha tenuto a sottolineare come tale mondo, comunque, «è stato messo a fuoco un po' più tardi. Era amalgamato nel sistema e non strideva abbastanza al punto di essere colti dalla satira», che li ha fatti entrare tra i suoi bersagli unicamente «dopo l'esplosione dei talk show» nella televisione italiana e la conseguente percezione dell'intellighenzia di sinistra come un qualcosa di fin troppo salottiero e autoreferenziale. A ciò si aggiunge, nelle parole di Torre, «l'idea di raccontare un paese che ragiona per compartimenti stagni, dove chi legge saggistica non conosce i comici, e viceversa, quindi questo Dr. Jekill e Mr. Hyde può continuare a vivere senza che una parte si renda mai conto dell'altra, e viceversa».
«Abbiamo discusso molto [...] su quale posizione dovevamo prendere, pro o contro gli intellettuali. Non si capisce bene chi è Dr. Jekill o Mr. Hyde. Il personaggio del coatto è liberatorio ma dopo un po' arriva un senso di nausea. Non si capisce chi è il mostro e chi è il buono. [Semplicemente, ndr] vengono da due mondi diversi».
—Corrado Guzzanti, 18 maggio 2016.
Per cercare la miglior chiave di lettura della succitata situazione – in cui, nelle parole di Guzzanti, «non abbiamo preso una posizione chiara volutamente» –, il progetto ha richiesto una lunga fase di gestazione; Torre ha rivelato che «abbiamo passato molti mesi tra chiacchiere e riflessioni prima di metterci a buttare giù le prime stesure. E poi ci sono voluti molti mesi di scrittura, alla fine ci abbiamo messo più o meno un anno solo per quello». Ciò ha influito anche sulla regia della serie, curata da Edoardo Gabbriellini, il quale ha definito Dov'è Mario? «una commedia-thriller surreale, fa ridere ma fa anche riflettere»; un concetto, l'ultimo, rimarcato anche da Torre, il quale descrive il progetto come «un "racconto morale" anche se in chiave comica. È qualcosa che esplora il confine tra la nostra integrità morale e le mille tentazioni del nostro presente in un paese dove lo "svacco" è all'ordine del giorno», mentre Guzzanti, ponendo accento sul diverso carattere di questo show rispetto ai suoi precedenti lavori – su tutti la satira politica, in questo caso impossibile da proporre causa la mancata quotidianità dell'appuntamento seriale –, si è limitato a riassumere l'esperienza come «una satira sui tempi» con «un tocco un po' da horror coatto». Circa il formato della fiction, anch'esso è stato influenzato dallo stile narrativo voluto da Guzzanti, il quale ha spinto per «una serie veloce come si fa in Inghilterra. Pochi episodi perché così non perdi l'entusiasmo» nella sua visione.
Quanto alla creazione dei due protagonisti, Guzzanti ha spiegato che nella sua mente «è nato prima il personaggio del coatto», la cui ispirazione è arrivata dai «canali TV romani che un tempo trasmettevano show cruenti con dei comici volgari perché pieni di arrivismo e arroganza. Costruivano gran parte della loro performance insultando il pubblico. Bizio viene da lì». Parlando della sua caratterizzazione, ha sottolineato come «questo Bizio mi ricorda il mio Funari dei bei tempi. Ha una sua presunzione, si sente un intellettuale della risata. Dentro c'è anche un po' di Lorenzo e lo studio di comici realmente esistenti [...]. Bizio è l'evoluzione del teatro di una volta, del cabaret sporco». Circa Bambea, invece, questi è nato solo in un momento successivo, quando «siamo partiti dal personaggio di Bizio [...] per arrivare a un suo antagonista...» Un personaggio, e un mondo, forse ispirato dai ricordi d'infanzia di Guzzanti: «forse ho incontrato quel mondo grazie alla generazione di mio padre [Paolo Guzzanti, ndr] e ho visto personaggi di quell'ambiente apparentemente caldi... in realtà saccenti e snob», pur tenendo a precisare come dal suo punto vista «Bambea non è un mostro. È sempre un essere umano». Per la caratterizzazione dell'intellettuale, l'unica preoccupazione sorta nel corso delle riprese, tra il serio e il faceto, ha riguardato una possibile somiglianza fisica (non voluta e del tutto casuale) con Vittorio Sgarbi: «è stata un errore [...] un piacere sadico del destino», come ammesso a posteriori dallo stesso Guzzanti, anche se poi Mario, nel parlare, «ha una erre moscia [...] più da Federico Rampini».

## Promozione
Nell'ambito della promozione della serie televisiva, sono state messe in piedi alcune operazioni di marketing virale volte a far credere, a un pubblico poco attento, la reale esistenza di Mario Bambea. Il 18 maggio 2016 il quotidiano la Repubblica ha ospitato un «editoriale supercazzola» del fittizio intellettuale, in realtà firmato da Corrado Guzzanti, il quale in questa maniera ha voluto dare ai futuri telespettatori un'idea del lessico e del pensiero di Bambea. Negli stessi giorni, le librerie Feltrinelli di Roma e Milano hanno pubblicizzato Le salamandre nella formaggia, fittizio «worstseller» di Bambea.

## Accoglienza

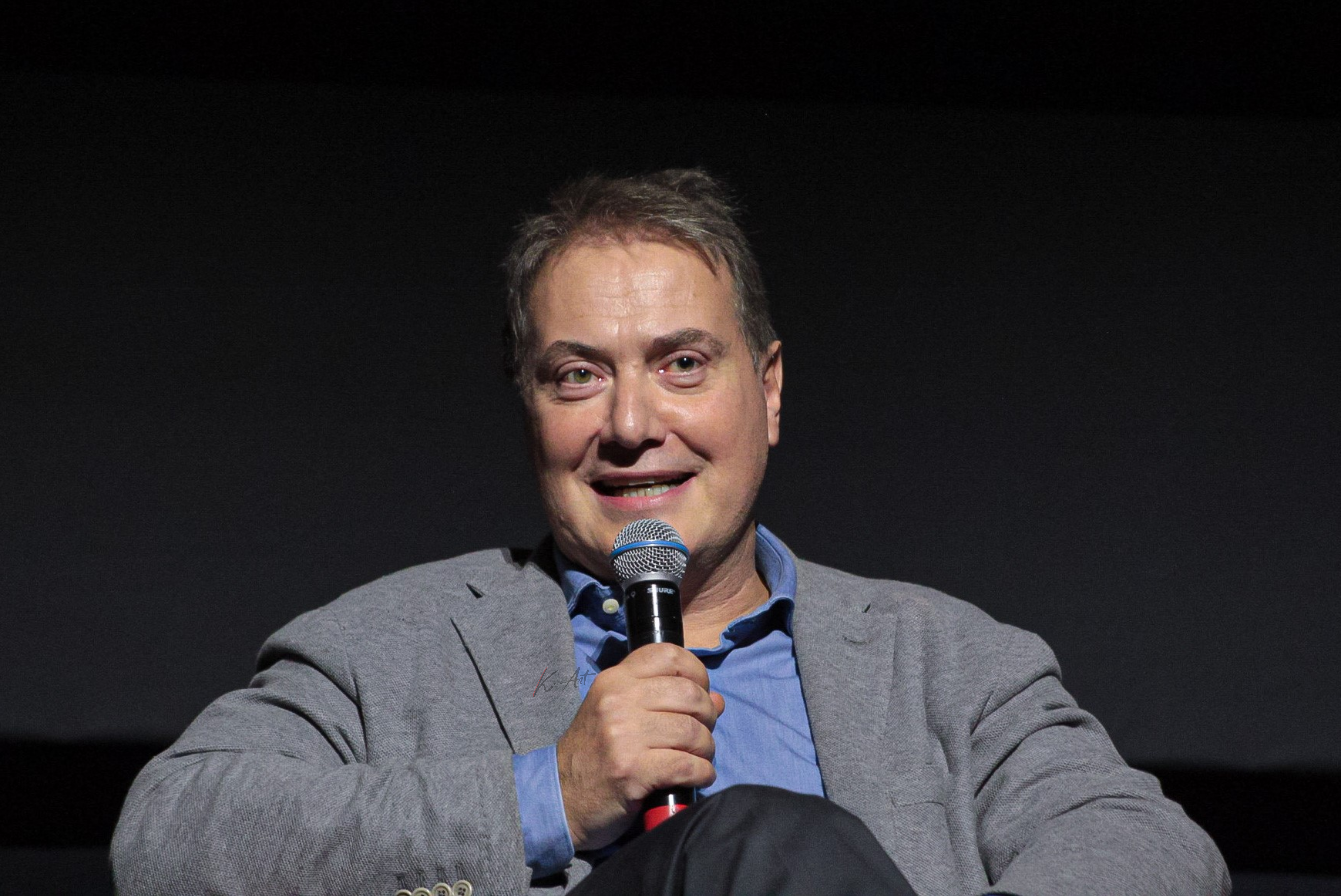
Corrado Guzzanti, ideatore (con Mattia Torre) e protagonista della serie: la critica si è trovata pressoché concorde nel lodarne l'interpretazione, in particolare per satira e linguaggio proposto.

La serie è stata accolta pressoché favorevolmente dalla critica italiana. Dopo la visione del primo episodio, il sito Tvblog.it ha rilevato come Dov'è Mario? entri «con una forza insolita e, soprattutto, quasi rivoluzionaria» nel panorama televisivo nazionale – puntando su di un genere, quello della commedia, raramente sfruttato in Italia –, promuovendo l'interpretazione di Corrado Guzzanti il quale, soprattutto nei panni di Bizio Capoccetti, «si può permettere di essere razzista, omofobo, maleducato ed arrogante» in maniera del tutto spontanea, senza per questo risultare volgare o sgradevole agli spettatori, e non tralasciando inoltre di citare dei riusciti esempi di satira sociale su eventi e personaggi dell'attualità, un terreno battuto soprattutto dalle comedy d'oltreoceano che non dalla fiction italiana.
Sempre sul web, Francesco Alò su Badtv.it ha posto attenzione sulla messa in scena di Bizio, un «mostro qualunquista becero e proprio per questo socialmente vincente», a suo dire nel solco di altre maschere comiche viste nell'Italia d'inizio XXI secolo, dai film di Checco Zalone, al Ruggero De Ceglie di Francesco Mandelli ne I soliti idioti, all'Italiano medio di Maccio Capatonda; su tutti quella di Martellone, anche lui «un cabarettista trucido», interpretato da Massimiliano Bruno in Boris. Circa la caratterizzazione di Bizio, Alò loda in particolare il gioco linguistico inventato da Guzzanti, «un gramelot surreal-romanesco che ricorda le lingue impossibili di tanti nostri eroi della commedia, dall'insuperabile Dario Fo all'immenso Gigi Proietti per arrivare ad Abatantuono», assieme ai succitati Zalone e Capatonda.
«Leggere Dov'è Mario? in chiave di sdoppiamento mi sembra un tentativo fin troppo banale. Non si sa per chi parteggi Guzzanti: non per l'intellettuale romano (ma esistono ancora? [...]), ma nemmeno per il comico (non vuole vincere facile). Forse ha capito che oggi il comico e l'intellettuale sono la stessa persona. Tra un intellettuale e un comico, infatti, la conversazione è solo uno scambio di idee altrui».
—Aldo Grasso, 27 maggio 2016.
Per quanto concerne la carta stampata, la serie ha ricevuto apprezzamenti bipartisan a proposito dei temi presi di mira. Da una parte Domenico Naso de il Fatto Quotidiano, pur paventando una possibile delusione tra coloro i quali attendevano un prodotto più affine ai precedenti lavori televisivi di Guzzanti, dal Pippo Chennedy Show a L'ottavo nano, fino ad Aniene, ha promosso in toto uno show che «magari non ha l'immediatezza degli sketch [...] , magari arriva un po' dopo, ha bisogno di essere capito e metabolizzato», ma «riesce a prendere per i fondelli tutti, nessuno escluso: da un lato i salottieri della gauche caviar alla romana, ancora immersi fino al collo in un dibattito ideologico e politico che non ha più alcun senso; dall'altro la cosiddetta pancia del paese, il paese reale e ultranazionalpopolare [...] che per ridere di gusto si accontenta del turpiloquio o dei soliti monologhi sui centri commerciali o sulle difficoltà della vita di coppia», riassumendo il tutto come «l'ennesima prova superba di un grande genio».
Dall'altra, Laura Rio su il Giornale sottolinea anche lei come Guzzanti sia capace di mettere alla berlina indifferentemente «il giro della gauche caviar e il popolino romano», lodando un'interpretazione attraverso la quale varca «qualsiasi limite del politicamente corretto senza far arrabbiare nessuno, anzi strappando risate a non finire, a destra come a sinistra», riuscendo così «in un'impresa mirabolante: trasformare la satira in fiction»; ciò anche grazie a una messa in scena di livello cinematografico, e a un risultato finale che diventa inclassificabile per quanto concerne il genere: «non è una serie, non è un film, non è uno spettacolo teatrale, non è uno show televisivo, ma è un mix di tutto questo (purtroppo per sole quattro puntate)».
Tra le poche note negative, nello specifico dell'interpretazione di Guzzanti, Aldo Grasso del Corriere della Sera ha lamentato la mancanza di qualche guizzo artistico in più da parte di questi, mentre sempre sul versante recitativo, Francesco Alò ha posto alcuni rilievi circa il resto del cast, che seppur composto da attori di provata bravura, a causa dell'«ingombrante» doppio ruolo di Guzzanti rischia di scivolare troppo nell'ombra. Giudizi contrastanti, invece, circa il canovaccio alla base di Dov'è Mario?: secondo Grasso, l'autore-attore non tradisce alcuna preferenza circa uno dei due protagonisti, evitando così di scadere in una banale contrapposizione tra personalità agli antipodi; al contrario Alò trova che Guzzanti, ricalcando una pochade già vista nel cinema italiano degli anni 2010, da Passione sinistra di Marco Ponti, a Dobbiamo parlare di Sergio Rubini, a Il nome del figlio di Francesca Archibugi – e ravvisando quindi in tal senso una mancanza di originalità in fase di scrittura –, ponga «il cosiddetto "uomo di destra" in una posizione di maggiore simpatia e spessore umano» rispetto al radical chic di sinistra, questo ultimo svilito dall'«esaltazione del trucido coattone o del destrorso non represso».